# 15614 Pillinger
15614 Pillinger è un asteroide della fascia principale. Scoperto nel 2000, presenta un'orbita caratterizzata da un semiasse maggiore pari a 2,9894065 UA e da un'eccentricità di 0,0512720, inclinata di 10,24712° rispetto all'eclittica.